# Bestattungsvorsorge
Bestattungsvorsorge bedeutet insbesondere die finanzielle Absicherung sowohl der eigenen Bestattung als auch der Grabpflege zu Lebzeiten. Die zeremonielle Gestaltung der eigenen Bestattung, die spätere Grabpflege und die dafür anfallenden Kosten können in einem Vertrag mit einem Bestattungsunternehmen vereinbart werden. 
Grabpflegeverträge können auch bereits zu Lebzeiten mit Friedhofsgärtnereien geschlossen werden. 
Eine Bestattungsverfügung ist eine nicht empfangsbedürftige Willenserklärung und eine andere Form der Vorsorge für den eigenen Todesfall. In einem Testament ist es möglich, den Erben Anweisungen zur Gestaltung der Trauerfeier zu geben, dabei wäre zu bedenken, dass die Testamentseröffnung meist erst nach dem Bestattungstermin stattfindet.
Eine Sterbegeldversicherung ist dagegen eine Kapitallebensversicherung auf den Todesfall mit  den bestattungspflichtigen Hinterbliebenen als Bezugsberechtigten. 

## Bestattungsvorsorgevertrag

### Rechtsnatur
Rechtlich gesehen handelt es sich um einen gemischten, überwiegend dem Werkvertragsrecht unterliegenden Vertragstyp über die im Voraus bezahlte Bestattung gegebenenfalls unter Einschluss der Grabpflege. Mit dem Bestatter werden die Einzelheiten der Bestattung festgelegt und in der Regel wird Geld auf ein Treuhandkonto eingezahlt, das auf Grund von Abtretung nach dem Tod an den Bestatter zur Begleichung der Bestattungskosten ausgezahlt wird. Für den Fall der Insolvenz des Treuhänders sind die eingezahlten Beträge bei einigen Anbietern durch Bankbürgschaften abgesichert.
Der Bestatter, dem das Vertrauen schon zu Lebzeiten galt, kann die Bestattung nach individuellem Wunsch gestalten. In solchen Verträgen kann über die Art der Bestattung (Feuer- oder Erdbestattung) bis zur Art der Blumendekoration auf dem Sarg alles im Voraus festgelegt werden. So bestimmen die Vertragspartner beispielsweise, welche Kleidung im Sarg gewünscht ist oder ob bestimmte Gegenstände mit in den Sarg gelegt werden sollen.

### Transmortale Vertragswirkung
Mit Bestattern abgeschlossene Verträge sind nach gültigem Bestattungsrecht verbindlich und gelten über den Tod der Vertragspartei hinaus. Die Einrede Dritter ist nicht möglich, kein Erbe kann in den festgelegten Bestattungsablauf eingreifen. Der Betroffene muss zu Lebzeiten nicht sicherstellen, dass die Bestattung finanziert werden kann. Der erforderliche Betrag wird jedoch von vielen privat angespart oder es wird eine Sterbegeldversicherung abgeschlossen.

### Postmortales Persönlichkeitsrecht
Über die Art einer Bestattung und den Ort der letzten Ruhestätte entscheidet in erster Linie der Wille des Verstorbenen. Der Wille braucht nicht einmal ausdrücklich geäußert zu sein; es genügen vielmehr Tatsachen und Umstände, aus denen der Wille des Verstorbenen hinsichtlich seiner Bestattung mit Sicherheit gefolgert werden kann. Wenn und soweit ein erkennbarer Wille des Verstorbenen nicht vorliegt, sind nach einem ungeschriebenen gewohnheitsrechtlichen Rechtsgrundsatz die nächsten Angehörigen des Verstorbenen berechtigt und verpflichtet, über die Art der Bestattung zu entscheiden und den Ort der letzten Ruhestätte auszuwählen.
Eine auch nur mündlich geäußerte Willenserklärung des Verstorbenen hat aufgrund seines postmortalen Persönlichkeitsrechts Vorrang gegenüber den Wünschen der nächsten Angehörigen.

## Berücksichtigung im Sozialhilferecht
Sozialhilferechtlich schützenswert ist der Wunsch des Menschen, für die Zeit nach seinem Tod durch eine angemessene Bestattung und Grabpflege vorzusorgen. Es sind daher die Mittel für eine angemessene Bestattung und angemessene Grabpflege zu belassen. Nach höchstrichterlicher Rechtsprechung ist Vermögen aus einem Bestattungsvorsorgevertrag sowohl für eine angemessene Bestattung als auch für eine angemessene Grabpflege als Schonvermögen im Sinne der Härtefallregelung nach § 90 Abs. 3 Satz 1 SGB XII anzusehen, es sei denn, durch den Abschluss des Bestattungsvorsorgevertrags wurde das Vermögen in der Absicht gemindert, die Voraussetzungen für die Gewährung oder Erhöhung der Leistung herbeizuführen.
In der Rechtsprechung als unter Härtefallgesichtspunkten geschütztes Vermögen anerkannt sind darüber hinaus auch Sterbegeldversicherungen, die als einem Bestattungsvorsorgevertrag vergleichbar angesehen werden.  Bei Sterbegeldversicherungen handelt es sich um eine Lebensversicherung auf den Todesfall ohne Erlebensfall-Absicherung mit einer gegenüber der Kapitallebensversicherung und der Risikolebensversicherung geringeren Versicherungssumme, die lediglich die Bestattungskosten decken soll. Voraussetzung für den Vermögensschutz ist, dass eine vertragliche Disposition besteht, die eine andere Zweckverwendung des Vermögens ausschließt oder wesentlich erschwert. Die geschützte Zweckbestimmung, nämlich die Erhaltung der Mittel, die für eine angemessene Bestattung zurückgelegt wurden, muss objektivierbar sein. Die Zweckbestimmung (Bestattung, Grabpflege) wird nur anerkannt, wenn vor dem Beginn des Leistungszeitraums der Hilfebedürftige die ausschließliche Zweckbestimmung eindeutig und verbindlich getroffen, der diesbezügliche Vermögensteil aus seinem übrigen Vermögen eindeutig ausgegliedert und die Zweckbestimmung in einer zum Nachweis geeigneten Form textlich niedergelegt worden ist.
Erlebens- und Todesfallversicherungen, die keine Zweckbestimmung für die Bestattung oder Grabpflege aufweisen, sind von ihrem vertraglichen Zuschnitt her wie kapitalbildende Lebensversicherungen zu behandeln und stellen damit kein geschütztes Vermögen dar. 
Die „Angemessenheit“ der Berücksichtigung einer Sterbegeldversicherung hat sich – wie bei Vorliegen eines Bestattungsvorsorgevertrages – an den Grundsätzen einer Sozialbestattung im Sinne des § 74 SGB XII zu orientieren, so dass Maßstab für die Beurteilung des Umfangs des geschonten Vermögens und damit für eine „Härte“ im Sinne des § 90 Abs. 3 Satz 1 SGB XII der Aufwand für eine den örtlichen Gepflogenheiten entsprechende einfache Bestattung ist. Aufgrund des Urteils des Bundessozialgerichts aus dem Jahr 2008 sind Verträge zur Bestattungsvorsorge durch Sozialämter nicht kündbar, solange die Größenordnung des antizipierten Bestattungsvertrages in einem zeitgemäßen Verhältnis zu den allgemeinen Lebensumständen steht.